# Alexander Ross
Alexander Ross (Aberdeen, circa 1590 – Bramshill, 1654) è stato uno scrittore scozzese.
Tra i suoi lavori più notevoli spicca una traduzione in inglese del Corano.